# Osiedle Ruch (Chorzów)
Osiedle Ruch w Chorzowie – osiedle położone w Chorzowie, w dzielnicy Centrum, pomiędzy ul. Henryka Dąbrowskiego, ul. Hajducką, aleją Bojowników o Wolność i Demokrację a Drogową Trasą Średnicową. Osiedle swoją nazwę zawdzięcza bliskości stadionu Ruchu Chorzów.

## Historia
Osiedle willowe zostało wybudowane w latach 30. XX wieku, na terenach położonych na północ od obiektów sportowych Klubu Sportowego Ruch i na zachód od dzielnicy Klimzowiec. Zamieszkane było przez klasę średnią. 

## Układ osiedla
Osiedle składa się z 60 willi, wniesionych w latach 1938–1939 według projektów miejscowych projektantów, m.in. przy ulicach: Wesołej, Szczęśliwej, Przyjemnej, Jasnej. 
W centralnej części osiedla znajdują się sklepy, przedszkole i ośrodek wychowawczo-rehabilitacyjny.
Układ ulic na osiedlu składa się z czterech jednokierunkowych i jednej dwukierunkowej ulicy w układzie północ-południe, oraz trzech przecinających je dwukierunkowych ulic w układzie wschód-zachód.
Pierwotny układ osiedla został zmieniony poprzez wybudowanie w  południowej części, w miejscu ul. Cichej i budynków przy niej usytuowanych, Drogowej Trasy Średnicowej i dróg rowerowych.

## Religia

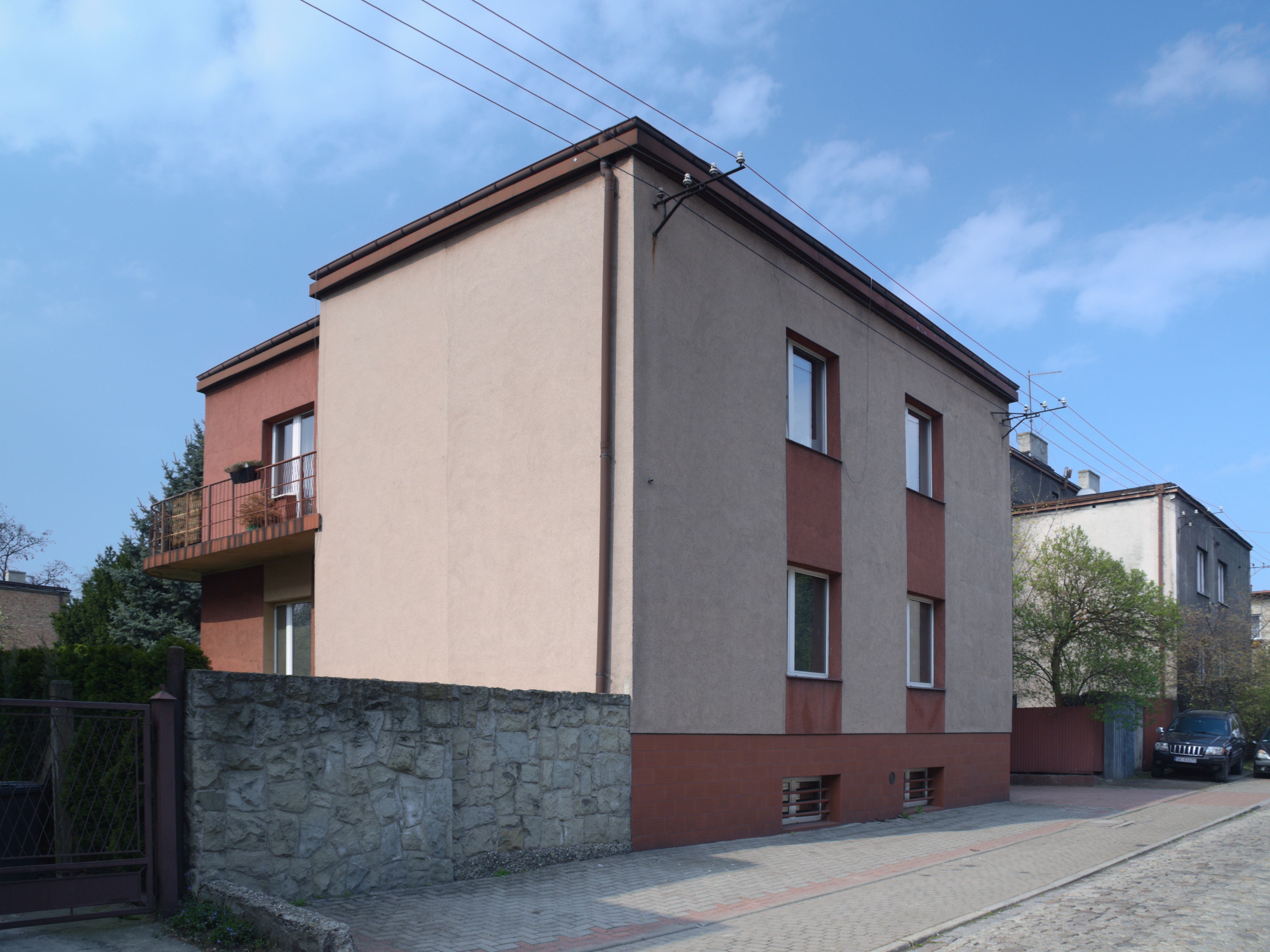
Zbór Kościoła Wolnych Chrześcijan przy ul. Wesołej 4 (2019)

Większość mieszkańców osiedla należy do parafii Ducha Świętego w Chorzowie; przy ul. Wesołej 4 znajduje się Zbór Kościoła Wolnych Chrześcijan.

## Komunikacja
Przez osiedle nie przebiegają linie komunikacyjne.
Do osiedla można dostać się z północy i zachodu tramwajem, natomiast od wschodu autobusami kursującymi po ul. gen. H. Dąbrowskiego.